# ده میران (هیرمند)
ده میران یک روستا در ایران است که در استان سیستان و بلوچستان واقع شده‌است. ده میران ۱۶۵ نفر جمعیت دارد.